# 萨拉·格兰
萨拉·格兰（瑞典語：Sara Grahn，1988年9月25日—），瑞典女子冰球运动员。她曾代表瑞典国家队参加2010年、2014年和2018年冬季奥林匹克运动会冰球比赛，其中2010年和2014年冬季奥运会获得第四名。